# Feria Nacional de San Marcos

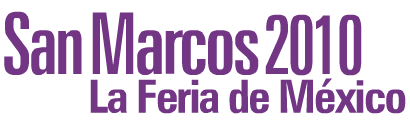

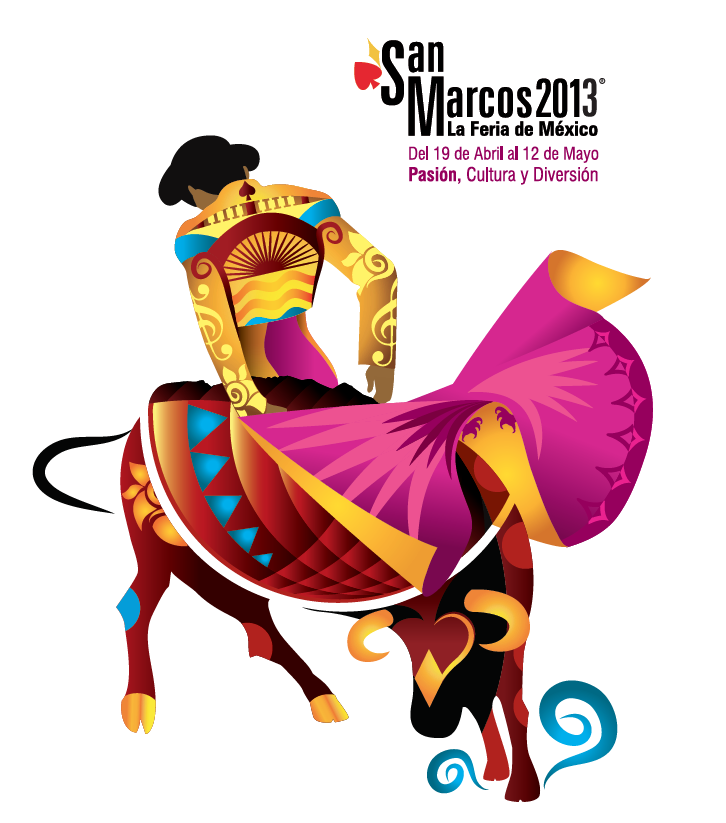

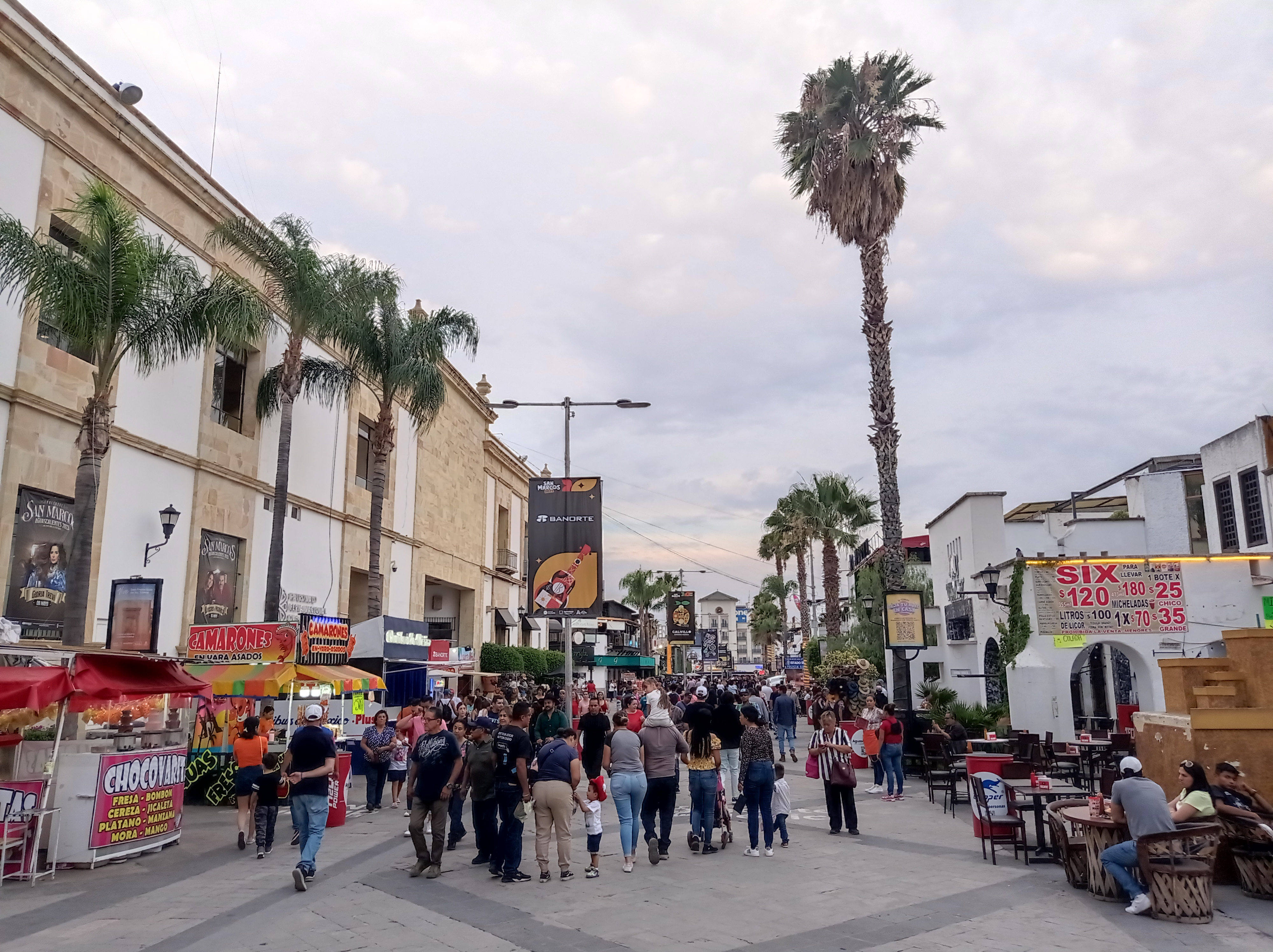
Feria Nacional de San Marcos 2023 en Aguascalientes, México.

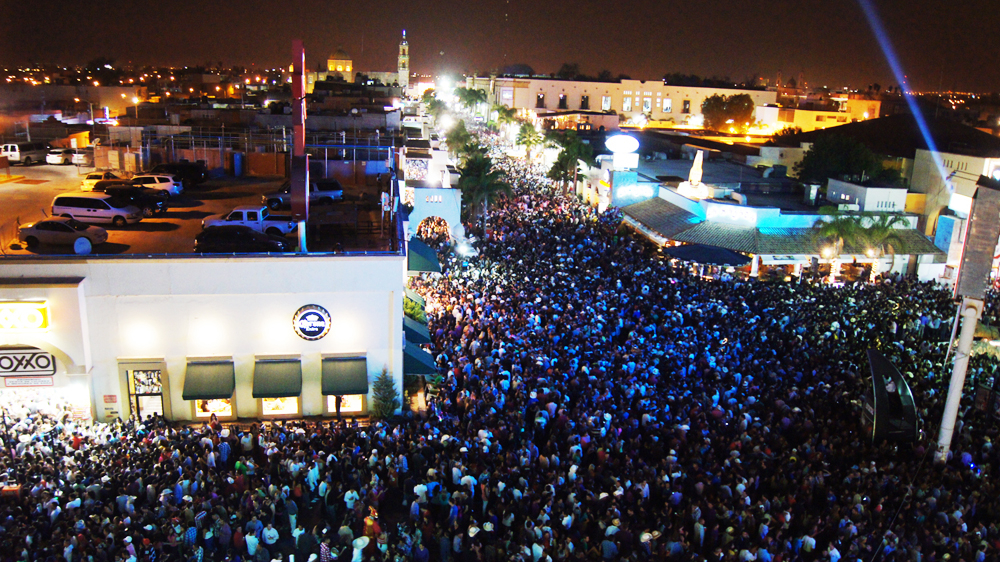
Feria Nacional de San Marcos en 2012

La Feria Nacional de San Marcos es un evento anual en México, el cual se lleva a cabo entre los meses de abril y mayo en la ciudad de Aguascalientes, capital del estado de Aguascalientes. Es la feria más importante y una de las fiestas más antiguas del país. Con más de 90 hectáreas de perímetro ferial, la Feria Nacional de San Marcos tiene zonas especialmente adaptadas para cada una de las actividades que se realizan en esta zona.  
Uno de los principales atractivos es la Isla San Marcos, un área de 44 hectáreas de entretenimiento, puedes caminar entre sus caminos llenos de vegetación, cuenta con una Megavelaria que es sede de la Exposición Ganadera de la Feria Nacional de San Marcos considerada como la más grande y moderna del mundo, tiene en sus instalaciones el reloj mecánico más grande de Latinoamérica, con sus 27 metros de diámetro. En la Isla San Marcos durante la Feria Nacional de San Marcos puedes encontrar diversas propuestas gastronómicas, áreas de juegos mecánicos, áreas comerciales, una gran tirolesa y la Exposición Ganadera más destacada de Latinoamérica.
La Feria Nacional de San Marcos cuenta con el Serial Taurino más grande e importante del continente. En la plaza de toros Monumental de Aguascalientes se siente la adrenalina de la fiesta brava disfrutando de las corridas de los principales personajes de la Tauromaquia. Los parques, senderos, foros y espacios comerciales hacen de este magno evento una indudable y atractiva opción para las más de 9'000,000 de visitas que se reciben año con año. 

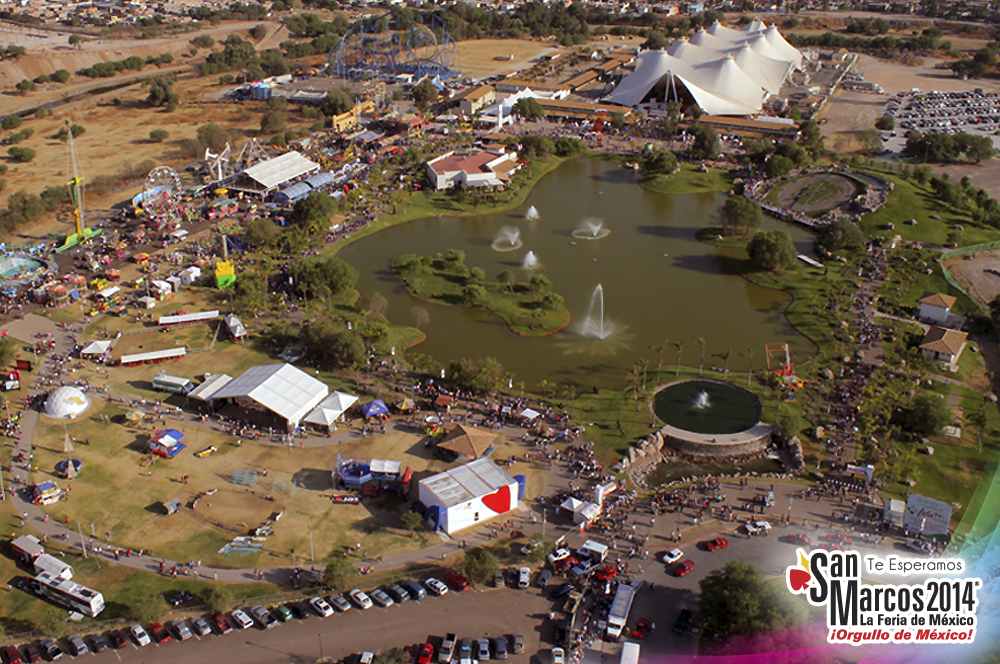
Isla San Marcos

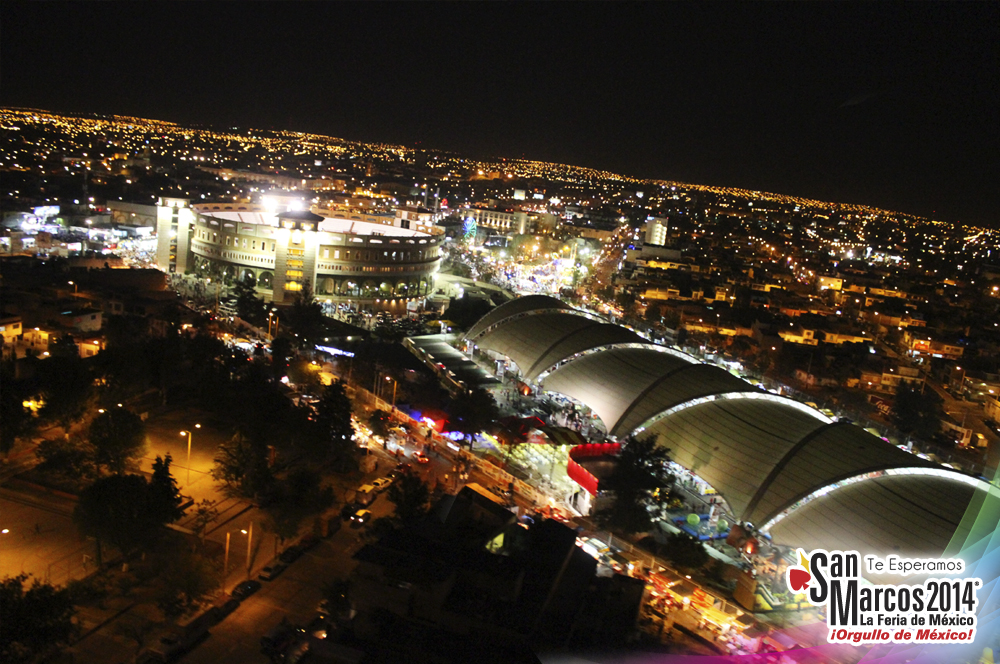
Feria Nacional de San Marcos

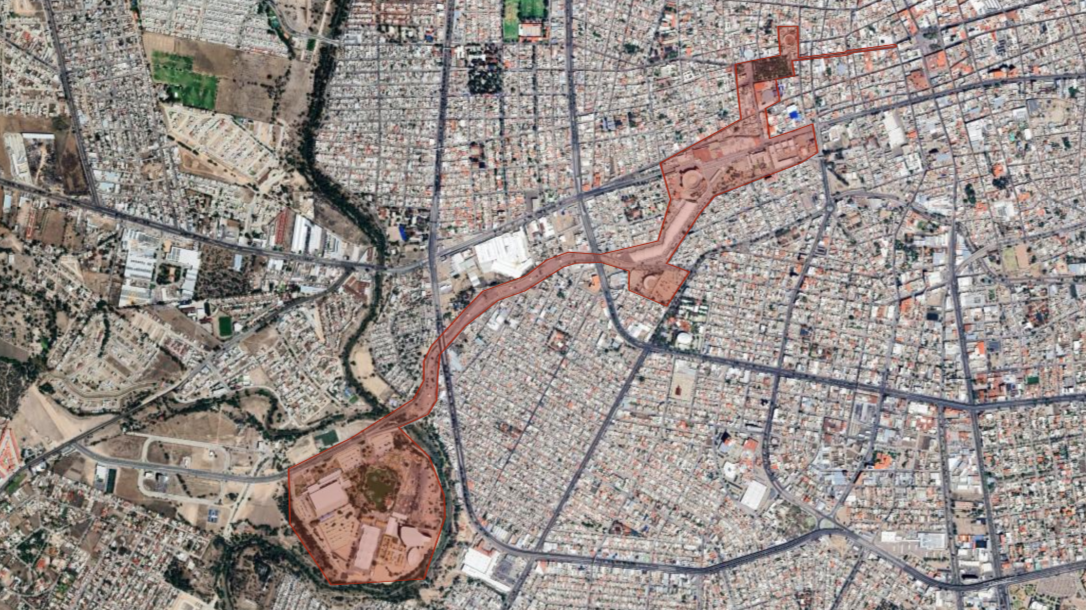
Perímetro de la Feria Nacional de San Marcos en 2025

## Historia
La Feria Nacional de San Marcos cuenta con 197 años de historia, convirtiéndola en una de las más antiguas; y en la actualidad una de las de mayor prestigio internacional. Su celebración se remonta a 1828, del 20 de octubre al 20 de noviembre, para vender el producto de las cosechas y la ganadería. En aquel entonces competía con las ferias de Acapulco, Jalapa y San Juan de los Lagos.
La primera feria de Aguascalientes se llevó a cabo en 1828. En sus inicios, se realizaba en el mes de noviembre, dando origen al Parián, centro comercial que todavía existe y se localiza frente al Templo de San Diego, el cual tenía fines exclusivamente comerciales. Para mediados del siglo XIX, la balaustrada externa del Jardín de San Marcos fue construida en un terreno donado por la Iglesia católica que se conserva hasta el día de hoy; al ser completado el jardín, la celebración fue cambiada para el mes de abril con el propósito de que coincidiera con las fiestas en honor del Santo Patrono.
Desde 1924 se organiza un concurso de belleza para elegir a la Reina de la Feria. En 1958 la feria fue elevada al rango Nacional por el Presidente Adolfo López Mateos.
La construcción de la plaza de toros San Marcos comenzó en 1896 y fue terminada en solo 48 días. Fue inaugurada por Juan Jiménez El Ecijano lidiando toros de la ganadería de Venadero el 24 de abril de ese mismo año. Esta plaza es entre las que permanecen en pie, una de las más antiguas del país. Desde entonces las corridas de toros son incluidas en las festividades. Debido a la gran tradición taurina en Aguascalientes y al creciente afluente de visitantes a la feria, en los años 70 fue construida una de las más bellas plazas de toros del mundo, la Plaza Monumental de Aguascalientes, misma que amplió, en 1992, su cupo de 7,500 a 15,000 personas cómodamente sentadas.
En 2009, por primera vez en toda la historia de la Feria, fue suspendida después de solo diez días debido a la Pandemia de gripe A (H1N1) de 2009 que afectó al país. Esta eventualidad mostró claramente la gran importancia de esta feria para Aguascalientes, ya que la economía local se afectó notoriamente por dicha causa.
La Feria Nacional de San Marcos apenas inicia su internacionalización a través de la invitación a un país en especial, dedicado a su cultura, como cocina, literatura, obras de teatro y música entre otros. En 2011 el país invitado fue Japón; pero debido al reciente tsunami sufrido, se postergó su asistencia hasta el 2012, quedando el 2011 sin invitado internacional.
La verbena abrileña es un motor para el Estado de Aguascalientes, debido a la derrama económica que genera tras el periodo de la Feria.
En 2020, fue suspendida por segunda vez en la historia, ello debido a la situación originada por la Pandemia del virus SARS-CoV2 (COVID-19), anunciándose inicialmente que se pospondría para celebrarse en los meses de junio o julio, en caso de que los contagios disminuyeran en México. Sin embargo, el índice de contagios del citado virus hacia los meses de junio y julio fue crítica en el Estado, por lo que finalmente se anunció su suspensión definitiva para celebrarse hasta el año 2022.

## Actividades

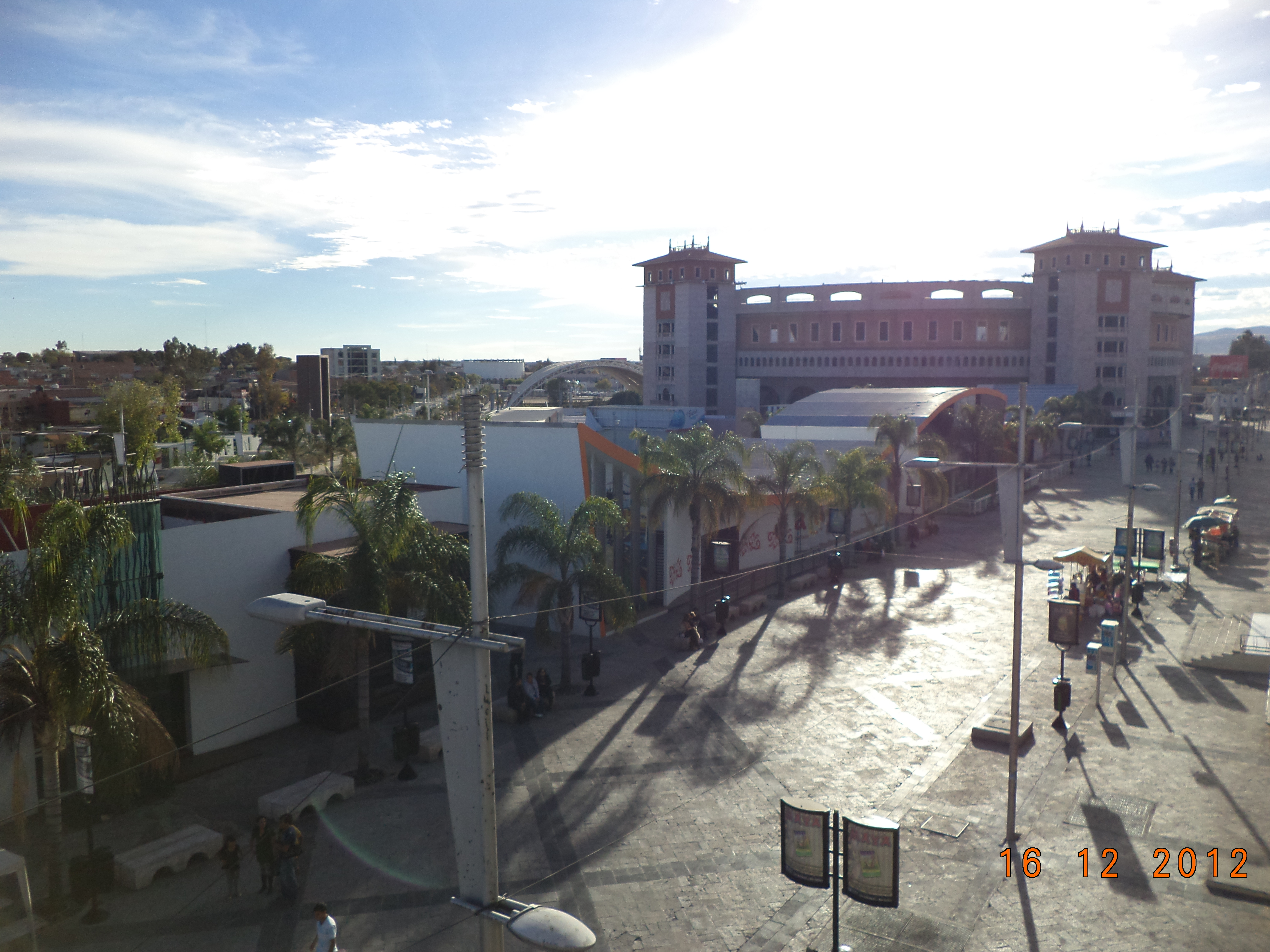
Área de Expoplaza

Existen distintos foros que son activados al mismo tiempo para ofrecer una enorme variedad de opciones a los feriantes locales así como a los turistas que llegan a Aguascalientes desde cualquier parte del Mundo.
Se realizan también espectáculos taurinos. En la segunda Plaza de Toros más importante de México y una de las más importantes del Mundo, La Monumental Plaza de Toros, cuenta con una capacidad de 15,000 espectadores, donde se presentan las principales figuras mundiales del toreo; ofreciendo así el serial taurino más importante de Latinoamérica, y uno de los más destacados a nivel internacional.
Con más de 90 hectáreas de espacio, La Feria Nacional de San Marcos cuenta con zonas especialmente adaptadas para cada una de las actividades que se realizan. Uno de los principales atractivos es la Isla San Marcos, un área de 44 hectáreas de entretenimiento, puedes caminar entre sus caminos llenos de vegetación, cuenta con una Megavelaria que es sede de la Exposición Ganadera de la Feria Nacional de San Marcos considerada como la más grande y moderna del mundo, conciertos, exposiciones, gastronomía, es parte de lo que puedes encontrar.
Durante todos los días de la Feria de San Marcos, un espacio gratuito con capacidad de hasta 20,000 espectadores se hace presente en el Foro de las Estrellas. Este foro artístico, ofrece cada noche a un artista o agrupación de talla nacional o internacional sin costo para la diversión de aquellos que quieren disfrutar por las noches. El Casino es uno de los principales atractivos para todos aquellos que gustan del juego y las apuestas.

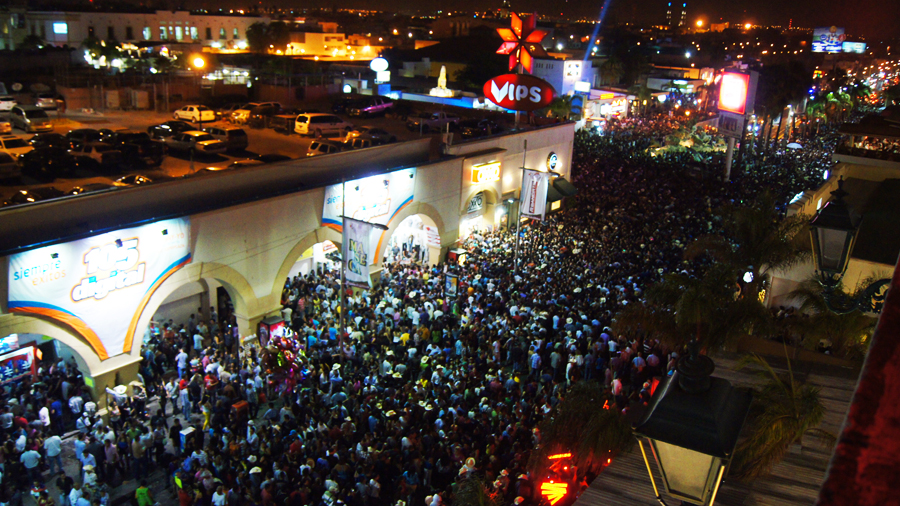
Feria Nacional de San Marcos 2012

También se cuenta con un Palenque exclusivo para la época Ferial. El cual tiene un aforo de 5,000 personas, en donde todas las noches de la Feria, se puede encontrar la variedad artística más importante de México. La gastronomía cuenta con zonas especialmente construidas para poder degustar variedad y calidad de todo tipo de alimentos. Los sabores mexicanos y las fusiones internacionales se encuentran en cada uno de los platillos que se pueden encontrar en las distintas opciones que la Feria tiene para ofrecer a todos aquellos feriantes que la visitan.
La Zona de Antros es un espacio en el que se encuentra una variada propuesta de antros temáticos; entre donde todos los géneros musicales tienen su lugar. Música, arte, cultura y tradiciones se presentan en el show llamado El Ferial, para el cual se utiliza como escenario el Teatro Aguascalientes. Un espacio de capacidad para más de 1,500 personas.

## Descripción de eventos
Esta feria abarca desde la tercera semana de abril hasta la primera semana de mayo (tres o cuatro semanas, es variable cada año), y es famosa internacionalmente por:[cita requerida]

### Serial taurino

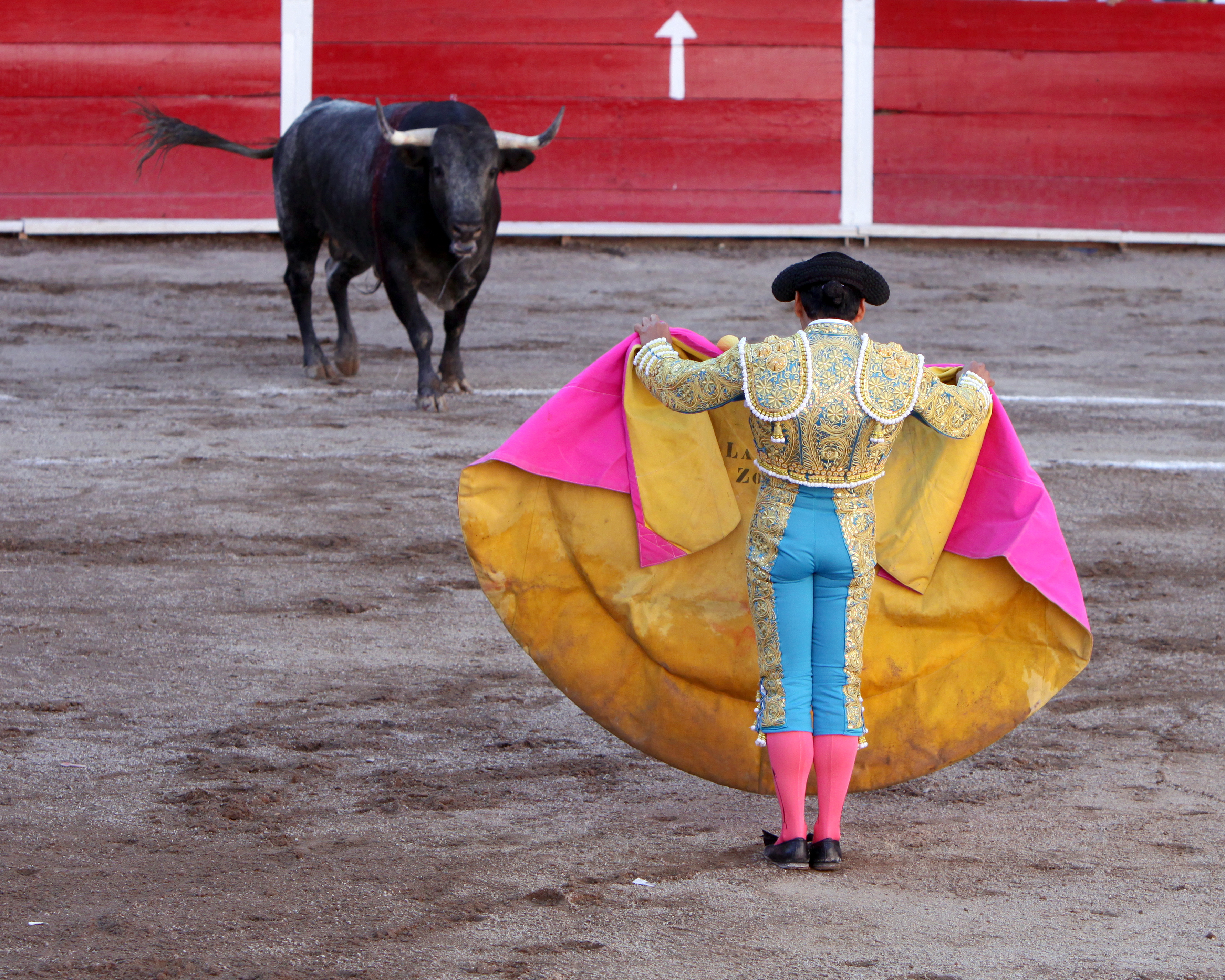

En el cual es común que se presenten las máximas figuras del momento a nivel mundial. Históricamente se han presentado toreros de la talla de Manolo Martínez, Manuel Capetillo, Rafael Rodríguez "El volcán de Aguascalientes", Manuel Benítez "El Cordobés", Curro Rivera, Paquirri, Alfonso Ramírez "El Calesero", Eloy Cavazos, El Juli, Zotoluco, Armillita, Manuel Espinosa, Pablo Hermoso de Mendoza, José Tomás, Arturo Macias "El Cejas", Enrique Ponce, César Rincón, Sebastián Castella, Miguel Ángel Perera, Alejandro Talavante, Juan Pablo Sánchez, Ricardo Sánchez, Luis Fernando Sánchez y Fabián Barba.
Para este jornada en la Feria Nacional de San Marcos 2015, los amantes del arte taurino, podrán tener el privilegio de disfrutar el cartel que reúne figuras como José Tomás, “El Juli”, Morante de la Puebla, la estrella aguascalentense Joselito Adame, y el rejoneador Pablo Hermoso de Mendoza, entre otros.

### Campeonato Nacional Charro
Tradición del deporte nacional mexicano (la Charrería) organizado por la Unión de Asociaciones Charras de Aguascalientes, y que en este 2011 se llevará a cabo del 5 al 8 de mayo en la Villa Charra "José Refugio Esparza Reyes" de la capital.

### Peleas de gallos
Donde se presentan peleas participando bandos de todo el país y donde es legal apostar. En dicho escenario también se presentan los cantantes populares más reconocidos del momento en México.

### Carreras de caballos
También se realizan en Isla San Marcos.

### Eventos culturales
Como el Ferial, un espectáculo de danza y música que se renueva cada año con el fin de mantener el interés y conservarlo al día con la cultura popular del momento. Se lleva a cabo en el moderno Teatro Aguascalientes diseñado por el arquitecto Abraham Zabludovsky. 

### Exposiciones diversas
El año en que dio inicio la invitación a otros países fue el 2006 a Cuba y el estado del país que lo acompañó fue Veracruz, en el 2007 Brasil y Jalisco, 2008 España y Oaxaca, 2009 Francia y Nuevo León, 2010 Italia y Yucatán, 2011 Chiapas, 2013 Japón y Tamaulipas, 2014 Panamá y Jalisco y 2015 Querétaro.

### Jardín y templo de San Marcos con sus cuatro balaustradas
Es el icono por excelencia de la Feria Nacional de San Marcos. Comunicado con el centro de la ciudad por la calle Venustiano Carranza, este hermoso jardín guarda una interesante historia. En cuanto al antiguo pueblo de San Marcos, este se incorporó a la ciudad como un barrio más cuando un grupo de pobladores solicitó la transformación de la plazuela en espacio para pasear, privilegio de la provincia mexicana. En 1831 aquel Ayuntamiento compró el predio de 168 metros de largo por 88 metros de ancho. Seis años después, en 1837, ya poseía una glorieta central, un asta y bancas como principales elementos en un ambiente rodeado por rosales. Desde 1842, el gobernador Nicolás Condell decidió embellecerlo, pues estaba un tanto olvidado; se optó por rodearlo de una hermosa balaustrada de cantera labrada, de gusto neoclásico y nobles pórticos en testero laterales, cuatro en total. El trabajo se concluyó en 1847. Posteriormente en 1887, se le agregaron cuatro fuentes en las esquinas y noventa bancas de hierro y, en 1891, un kiosco, veinte jarrones con columnas y un juego de agua en la fuente. 
Desde mediados del siglo pasado es el escenario central de la tradicional feria abrileña. A pesar de las numerosas modificaciones, el Jardín, sigue siendo hermoso y conserva su sabor antiguo, con senderos señoriales, árboles selváticos, floripondios y la espesura de arbustos, por donde se precipitan las madreselvas en flor. Es tradicional que los festejos abrileños comiencen con las mañanitas a San Marcos, el santo patrono de la verbena. Aquí también, en cada una de las balaustradas, se coloca en tradicional Bando Solemne por parte de las autoridades de gobierno, Patronato y reinas de la feria, iniciando oficialmente los festejos de la Feria Nacional de San Marcos. Durante muchos años de la mitad del siglo pasado hasta finales de los setenta, el perímetro del Jardín se ocupaba con los Tapancos, tradicionales puestos de música, baile y comida donde se podía contemplar desde las alturas (algunos escalones) el paseo de los feriantes en el jardín. Estos tapancos provisionales de madera y tela eran durante la temporada de feria el foro musical de grandes artistas del momento como Enrique Guzmán, María Victoria, la Orquesta de Luis Alcaraz, Pedro Vargas, entre muchos otros.
Vida Nocturna
Fiestas de los gremios: danzas, mojigangas, farsas, pastorelas... cucañas, rayuela, hipicas "parejas", y alumbrado todo con vivos colores, la vista naufraga en las maravillas de la pirotecnia...
La vida nocturna en la Feria de San Marcos es una de las principales atracciones que buscan los visitantes. Entre los numerosos bares, antros  y merenderos que tienen lugar fijo en el perímetro ferial, se tiene además la tradición de bailar por la calle al ritmo de "las tamboras" (grupos musicales que tocan música regional mexicana), de la música proveniente de los bares/antros o simplemente pasar el tiempo con amigos en El Encierro tomando alguna bebida.

### Otros
- Eventos artísticos. Como la variedad artística en el palenque Sol-Federico Méndez
- Foro de las Estrellas en la Megavelaria. Donde se presentan de manera gratuita los artistas del momento a nivel nacional e internacional.
- Voladores de Papantla. Este se presenta en la explanada del templo de San Marcos.
- Eventos deportivos. Donde se incluyen partidos profesionales de Fútbol del Necaxa, lucha libre y más).
- Vida nocturna. Centros nocturnos, antros, bares, merenderos y cantinas
- Restaurantes y hoteles.
- Fuegos Artificiales y Recorridos desde el centro de la ciudad (Exedra) hasta la Isla San Marcos.

## Espacios feriales

### Andador Expoplaza
Otro de los caminos que dan tráfico al circuito ferial. Este corredor lo distinguen varios iconos arquitectónicos, empezando por el que le da nombre al Andador: la Exploplaza. Es un moderno centro comercial y de servicios con una superficie mayor a los 9,000 m². La construcción de un paso a desnivel posibilitó la adecuación de un gran paso peatonal. La Expoplaza fue inaugurada en abril de 1992. Esta magna obra se caracteriza por incluir un centro de convenciones con una superficie de 5,756 m², que comprende un amplio vestíbulo, diez salas de cine Cinemex y un salón de usos múltiples con 1,172 m². Cuenta además con más de 140 locales ocupados por bancos, restaurantes, diversiones y comercios. 
El hotel Fiesta Americana Aguascalientes, obra incorporada cromática y arquitectónicamente al conjunto de los espacios y edificios que conforman la Expoplaza, fue inaugurado en abril de 1993. El hotel posee el reloj taurino, siendo una de sus características en ser el primer reloj de este tipo que abre su carátula. El gran peso de su estructura (más de una tonelada), contrasta con la gracia de sus figuras de fibra de vidrio, cada una con movimientos independientes. El toro mide 1.2 m de largo por 70 cm de alto y el torero 1.1 m de altura. Recientemente reubicado, el grupo escultórico El Encierro, obra del artista tapatío Jorge de la Peña Beltrán, cuya labor es ampliamente reconocida en México y el extranjero. El Encierro está realizado a barrotazos de una sola intención y fundido en bronce; representa a siete toros y un caporal a caballo en camino a la corrida. Cada toro pesa una tonelada y el caporal 1,700 kg. La escultura mide 24 m de largo por 10.4 de ancho y tiene una altura de seis y medio metros. Su presencia es perpetuo homenaje a los ganaderos aguascalentenses; prueba de ello es que cada toro lleva marcado el fierro de una ganadería de la zona. Desde el 2006, el cambio al andador ha sido sustancial, empezando por un reacomodo de pequeños espacios comerciales mejorando la circulación de los paseantes a la zona; la instalación del Pabellón Internacional, en donde en cada edición el país y estado invitado exhiben lo mejor de ellos; como atractivo de entretenimiento está el Bungee Gigante, uno de los más grandes de Latinoamérica; la Zona Cervecera fue reubicada en este corredor dando mayor atractivo a la zona; y recientemente fue instalado el Foro del Lago, un escenario artístico y cultural para todas las tardes de la feria.

### Andador J.Pani

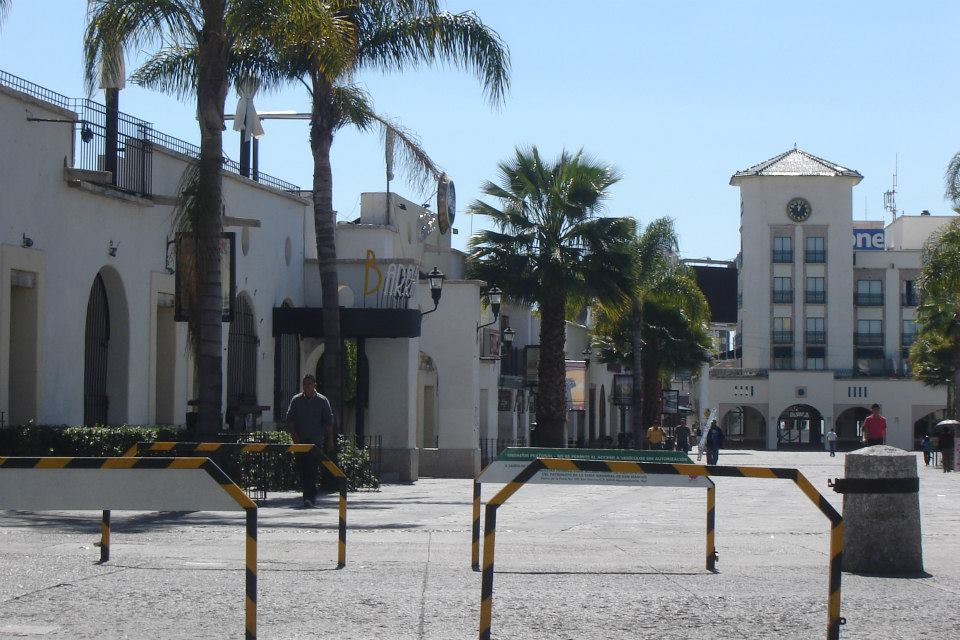
Andador J.Pani

Sus casi mil metros de largo unen la vieja y la nueva Feria de San Marcos: de su inicio con el Templo y Jardín de San Marcos hasta el arranque del de Expoplaza rematado por el hotel Fiesta Americana Aguascalientes y el monumento taurino El Encierro. En estas últimas ediciones se ha llegado a contabilizar en este un tráfico de hasta dos millones de personas en las últimas horas del 25 de abril, el día de San Marcos. Su trayecto incluye las instalaciones del complejo Centro de Convenciones San Marcos (palenque, casino y oficinas del Patronato de la Feria), los merenderos más tradicionales, espacios comerciales y de artesanías, una de las entradas a la ex Escuela de Danza hoy convertida en área de exhibición y al final los restaurantes La Majada y Bakanora. Su recién remodelación además de revitalizar el área comercial y gastronómica, logró integrar en un mismo diseño urbano estilo mediterráneo una de las áreas feriales más visitadas.

### Exposición ganadera
Razón principal de la Feria Nacional de San Marcos que acompaña a la verbena desde sus orígenes con exhibición y compra-venta de ganado y cría de animales de todas las especies y razas. Su sede ha cambiado con los tiempos, pero siempre contando con un espacio propio.

### Isla San Marcos
El complejo ferial más reciente de toda la Feria Nacional de San Marcos, inaugurada en la edición 2006. Su extensión abarca 44 ha desarrolladas en un ambiente ecológico dedicado a la familia. Este desarrollo al aire libre se encuentra fuera del perímetro tradicional de la feria, pero se cuenta con un transporte gratuito (tipo trenecito) desde los Juegos Mecánicos hasta la entrada a la Isla San Marcos para trasladar a los visitantes. Desde la llegada se puede disfrutar de una hermosa vista llena de flora y fauna de la región. Un lago artificial con sus fuentes centrales, además de refrescar los calurosos días de abril. Sus amplios corredores, puentes y caminos permite un recorrido planeado dentro de todas sus instalaciones. Más adelante se encuentra el reloj mecánico más grande de Latinoamérica con más de 27 m de diámetro, construido dentro de un espacio verde. Encontrarse después con la imponente construcción de la Expovelaria es otra experiencia dentro de la Isla San Marcos; en su interior durante la Feria se realiza la Exposición Ganadera, una de la más extensas y completas del mundo con muestras y subastas de ganado de todo tipo, incluyendo una muestra de palomas de exhibición, además de eventos musicales y artísticos. 
En el 2016 se inauguran dos nuevas infraestructuras dentro del complejo, un Centro de Convenciones y Exposiciones con más de 8400m2 en donde a lo largo del año se llevan a cabo diferentes actividades tanto artísticas como exposiciones y conciertos, ese mismo año se inauguran las instalaciones el nuevo Lienzo Charro de La Isla San Marcos, un nuevo lugar donde se puede practicar el deporte Nacional.

### Jardín de San Marcos

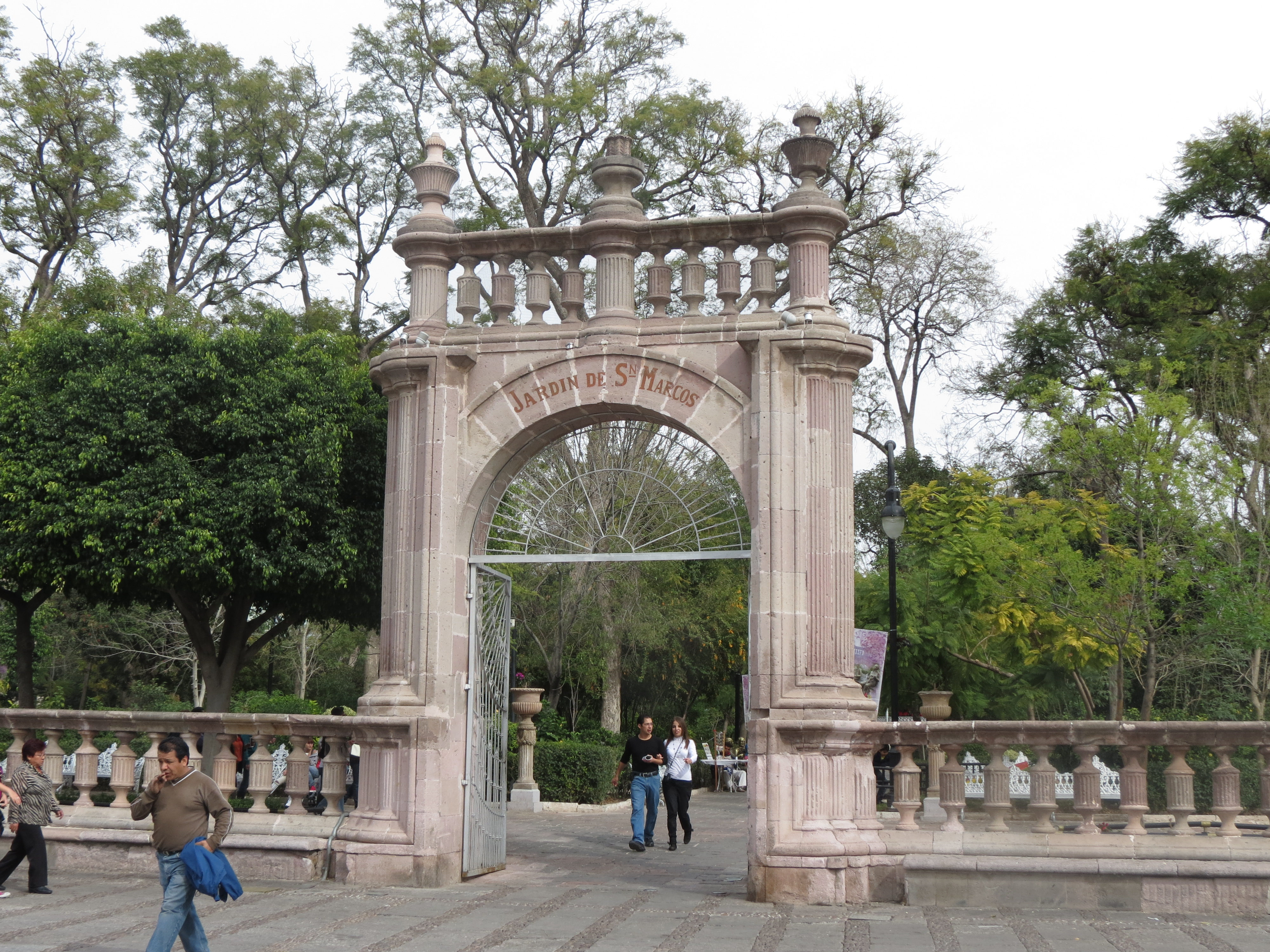
Jardín de San Marcos

Con sus cuatro balaustradas, es el icono por excelencia de la Feria Nacional de San Marcos. Comunicado con el centro de la ciudad por la calle Venustiano Carranza, este hermoso jardín guarda una interesante historia. En cuanto al antiguo pueblo de San Marcos, este se incorporó a la ciudad como un barrio más cuando un grupo de pobladores solicitó la transformación de la plazuela en espacio para pasear, privilegio de la provincia mexicana. En 1831 aquel Ayuntamiento compró el predio de 168 m de largo por 88 metros de ancho. Seis años después, 1837, ya poseía una glorieta central, un asta y bancas como principales elementos en un ambiente rodeado por rosales. Desde 1842, el gobernador Nicolás Condell decidió embellecerlo, pues estaba un tanto olvidado; se optó por rodearlo de una hermosa balaustrada de cantera labrada, de gusto neoclásico y nobles pórticos en testero laterales, cuatro en total. El trabajo se concluyó en 1847. Posteriormente, en 1887, se le agregaron cuatro fuentes en las esquinas y noventa bancas de hierro y, en 1891, un kiosco, veinte jarrones con columnas y un juego de agua en la fuente. Desde mediados del siglo pasado es el escenario central de la tradicional feria abrileña. A pesar de las numerosas modificaciones, el Jardín, sigue siendo hermoso y conserva su sabor antiguo, con senderos señoriales, árboles selváticos, floripondios y la espesura de arbustos, por donde se precipitan las madreselvas en flor. Es tradicional que los festejos abrileños comiencen con las mañanitas a San Marcos, el santo patrono de la verbena. Aquí también, en cada una de las balaustradas, se coloca en tradicional Bando Solemne por parte de las autoridades de gobierno, Patronato y reinas de la feria, iniciando oficialmente los festejos de la Feria Nacional de San Marcos. Durante muchos años de la mitad del siglo pasado hasta finales de los setenta, el perímetro del Jardín se ocupaba con los “Tapancos”, tradicionales puestos de música, baile y comida donde se podía contemplar desde las alturas (algunos escalones) el paseo de los feriantes en el jardín. Estos tapancos provisionales de madera y tela eran durante la temporada de feria el foro musical de grandes artistas del momento como Enrique Guzmán, María Victoria, la Orquesta de Luis Alcaraz, Pedro Vargas, entre muchos otros. Actualmente se ubica dentro de la Isla San Marcos con entrada gratuita para toda la familia.

### Megavelaria
El más nuevo espacio de la Feria, posee diez mil metros cuadrados cubiertos por una moderna y funcional estructura tipo velaria con la capacidad de alojamiento de hasta diez mil personas. En este espacio se llevan a cabo exposiciones, eventos musicales y presentaciones masivas. En febrero del 2007 se llevó a cabo el evento de Presentación de la Feria del mismo año, con un despliegue artísticos y de tecnología que reunió a más de 30 actores en un escenario de casi 50 m², proyección monumental en el techo de la Megavelaria y sonido envolvente. Durante el periodo ferial es el recinto comercial y de exposición artesanal, además de ser el paso obligado a la Plaza de Toros Aguascalientes, a los juegos mecánicos, Teatro del Pueblo y Villa Charra.

### Palenque de la Feria
Ubicado en la parte posterior del Centro de Convenciones San Marcos, recientemente acondicionado, mejorando su capacidad acústica y visual, aloja con toda comodidad a 5,000 asistentes. Viniendo del Casino de la Feria por la Plaza Federico Méndez o bien, por la puerta sobre la calle Nieto se tiene acceso a este renovado recinto ferial. Fuera de tiempos de verbena, el Casino se utiliza para eventos masivos, presentaciones y congresos. En feria, es uno de los espacios con mayor visita, pues además de llevarse a cabo las peleas de gallos y sus juegos de bingo, al final de la noche, se presentan los mejores artistas nacionales e internacionales apoyados por cuatro megapantallas y efectos de rayo láser. En su redondel se han presentado cantantes de la talla de Vicente Fernández, su hijo Alejandro, Pepe Aguilar, David Bisbal, Juan Gabriel, Marco Antonio Solís, Alejandra Guzmán, Luis Miguel, Carlos Rivera, José María Napoleón, Los Acosta, Los Tigres del Norte, Banda MS, Los Fabulosos Cadillacs, Coldplay, Metallica, Lady Gaga, Snoop Dogg y Ana Gabriel.

### Plaza de Toros San Marcos
El tercer icono de la fiesta, se encuentra ubicado también en el primer cuadro ferial. El terreno en el que se levanta este coso (en la calle Eduardo J. Correa) fue, a fines del siglo pasado, estación terminal de los tranvías del ferrocarril urbano, cuando aún eran tirados por mulas. Este ruedo taurino se construyó en un tiempo récord de 48 días. Lo mandó edificar Don José Dosamantes, dueño de la hacienda de toros El Venadero. Se inauguró el 24 de abril de 1896, con un cartel de lujo y un lleno impresionante. Desde entonces se creó la estrecha relación de la Feria Nacional de San Marcos con el espectáculo taurino. Esta centenaria plaza no carece de belleza; la sobriedad del acceso se adorna apenas con un singular pórtico enmarcado con dos delgadas columnas de cantera en los vanos y, del mismo material, la cornisa del remate. Esta plaza todavía recuerda aquellas inolvidables tardes taurinas de júbilo desbordante, como buscan los noveles toreros que pisan este coso, desde escuelas de niños y jóvenes toreros, encuentros internacionales de academias taurinas, festivales, incluso Teatro del Pueblo a finales de los años ochenta, pero sobre todo en las Corridas de Novilleros durante el Serial San Marcos durante la verbena de abril.

### Plaza de Toros Monumental
Construida para albergar la creciente afición a la fiesta taurina, pues la centenaria Plaza de Toros San Marcos ya no daba cabida. El ruedo remata el Andador de Expoplaza, luciendo imponente desde cualquier punto del perímetro ferial. En 1974 se construyó el nuevo coso, más amplio y mejor ubicado, en un lugar accesible, con suficientes puertas de acceso y una capacidad para nueve mil espectadores. En los años siguientes sus instalaciones fueron notablemente mejoradas, en el proyecto de remodelación de 1992 el coso se amplió con una capacidad para 15,000 espectadores. Sus cuatro torreones, forrados de cantera, de planta cuadrada, rematados por una cubierta de cuatro aguas, ostentan en la herrería de las caras laterales elementos simbólicos religiosos y motivos propios de la tauromaquia; en la cara frontal una hermosa balaustrada, dividida en tres claros por columnas de cantera con reminiscencias clásicas, señala los descansos de la escalera. En la parte superior, labrado en cantera, luce el escudo de Aguascalientes.

### Foro de las Estrellas
Familiar con eventos masivos de talla nacional e internacional. Su sede ha cambiado conforme crece su público y la Feria misma, estando en sus inicios en la Plaza de Toros San Marcos, después, durante muchas Ferias, en la explanada central de la Plaza de la Patria, reuniendo en muchas ocasiones hasta más de 10,000 asistentes a un solo evento. Actualmente se encuentra a un costado de la Megavelaría en un espacio y foro destinados a presentaciones masivas. Es también el Foro de las Estrellas donde se da fin a la Feria de cada año, contando siempre con un artista de gran renombre. Entre las figuras que han pisado este escenario están: Joan Manuel Serrat, Ricardo Montaner, Cristian Castro, Christian Nodal, Becky G, Pablo Milanés, Omara Portuondo, AC/DC, Danny Ocean, Marco Antonio Solís, Morat, Caifanes, Marc Anthony, Juanes, Guns N' Roses, Enrique Bunbury, Orquesta Aragón, Betsy Pecannins, Molotov, Zoé, Lila Downs, Diego "El Cigala", la Orquesta Sinfónica de Aguascalientes, entre muchos otros. Recientemente se realizan el 25 de abril los sorteos especiales de la Lotería Nacional en honor a la Feria Nacional de San Marcos.

### Templo San Marcos

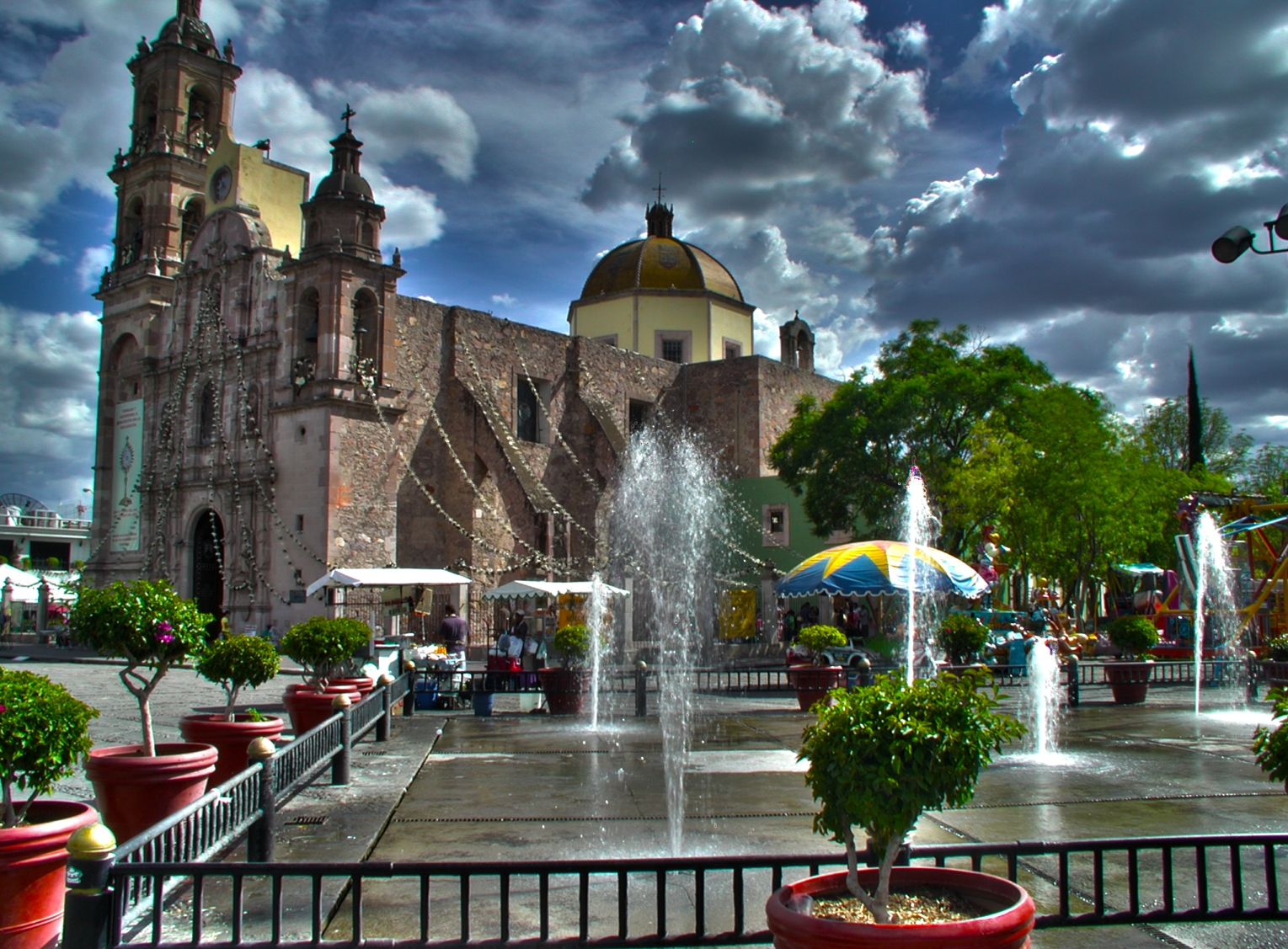
Templo de San Marcos

El templo de la Señora del Carmen (conocido coloquialmente como "de San Marcos" al pertenecer al barrio del mismo nombre), frente al Jardín homónimo, este templo se empezó a construir antes de 1655, a iniciativa del doctor Manuel Colón de Larreategui; permaneció inconcluso por espacio de más de cien años, hasta que se terminó por completo en 1765. La portada barroca no muestra ninguna novedad; a pesar de usar pilastras estipes de forma singular, carece de relieves ornamentales y luce una composición sobria, tradicional, de nichos con esculturas de vigoroso acento popular en las entrecalles laterales. La fachada es de tres cuerpos y remate semicircular; la suntuosa torre-campanario es de dos cuerpos y se aprovecha para enfatizar la altura barroca como expresión ascensional. El interior es una sola nave con planta en cruz latina. Los confesionarios se hallan empotrados en los muros. Vale la pena visitar la sacristía, donde se exhibe La adoración de los Reyes, obra capital de José de Alcíbar, pintada en 1775; abarca toda la pared y revela el gusto de este afamado artista novohispano por los cuadros de gran tamaño. A pesar de que la Feria Nacional de San Marcos su origen es netamente mercantil, el homenaje al apóstol San Marcos es incluido como parte de una fiesta patronal el día 25 de abril, día del santo patrono, siendo ya la fecha más importante de la verbena, iniciando con las tradicionales Mañanitas en el Jardín de San Marcos por la Banda Sinfónica Municipal, después con una Misa de Gallo en el mismo templo, donde autoridades, personajes importantes de la sociedad y el pueblo en general se reúnen para agradecer a San Marcos por una fiesta más.

### Pabellón Internacional
Instalado de manera formal a partir de la edición 2006 de la verbena, se ubica en el Andador Expoplaza y es sede de los distintos países invitados, así como de estados de México. Modernos pabellones construidos de manera permanente han alojado a las naciones de Cuba, Brasil, España y en 2010 de Italia, así como a las ferias internacionales de Pomona de Estados Unidos, de Calgary de Canadá, de Sevilla España. De México hemos tenido la visita de Veracruz, Jalisco, Oaxaca, Nuevo León, Yucatán, Chiapas, Tamaulipas, Chihuahua y Querétaro.

## Países, estados y municipios invitados
| Año  | País    | Estado Mexicano  | Municipio     |
| ---- | ------- | ---------------- | ------------- |
| 2006 | Cuba    | Veracruz         | Ninguno       |
| 2007 | Brasil  | Jalisco          | Ninguno       |
| 2008 | España  | Oaxaca           | Ninguno       |
| 2009 | Francia | Nuevo León       | Ninguno       |
| 2010 | Italia  | Yucatán          | Ninguno       |
| 2011 | Ninguno | Chiapas          | Ninguno       |
| 2012 | Japón   | Tamaulipas       | Ninguno       |
| 2013 | Ninguno | Chihuahua        | Ninguno       |
| 2014 | Panamá  | Jalisco          | Ninguno       |
| 2015 | Ninguno | Querétaro        | Ninguno       |
| 2016 | Ninguno | Estado de México | Ninguno       |
| 2017 | Ninguno | Veracruz         | Ninguno       |
| 2018 | Ninguno | Durango          | Ninguno       |
| 2019 | Ninguno | Tamaulipas       | Ninguno       |
| 2022 | Ninguno | Yucatán          | Ninguno       |
| 2023 | España  | Guanajuato       | Calvillo      |
| 2024 | Uruguay | Coahuila         | Asientos      |
| 2025 | Japón   | Sonora           | Por confirmar |